# Asian Confederation of Billiard Sports
Die Asian Confederation of Billiard Sports (ACBS), bis 1997 Asian Billiards & Snooker Federation (ABSF), ist der asiatische Kontinentalverband für English Billiards, Snooker und Poolbillard.

## Geschichte
English Billiards gehört seit dem 20. Jahrhundert in einigen Ländern Asiens zu den beliebtesten Sportarten. Auch das zunächst im Vereinigten Königreich beliebte Snooker erfährt seit den 1980ern in Asien einen Beliebtheitsaufschwung. Es gründeten sich zunächst einige Nationalverbände, eine gesamt-asiatische Organisation existierte aber bis 1984 nicht. In dem Jahr gründeten die Nationalverbände von Bangladesch, Hongkong, Indien, Malaysia, Pakistan, Singapur, Sri Lanka und Thailand einen ersten asiatischen Kontinentalverband für English Billiards und Snooker. Federführend bei der Gründung war der thailändische Vertreter Maurice Kerr. Der Entschluss zur Gründung fiel auf einem Treffen der acht Verbände im Rahmen der Amateurweltmeisterschaft 1984 im kanadischen Calgary. Zunächst hieß der Verband Asian Billiards & Snooker Federation, bis er 1997 in Asian Confederation of Billiard Sports umbenannt wurde. Der neue Name sollte ausdrücken, dass der Verband auch die übrigen Billardvarianten außer Snooker und English Billiards berücksichtigen wolle. Manchmal findet sich auch die Schreibweise Asian Confederation of Billiards Sports.
Historisch hatte die ACBS sowohl zur professionellen World Professional Billiards & Snooker Association als auch zur International Billiards & Snooker Federation, dem Amateur-Weltverband, enge Verbindungen. Nachdem Mitte der 2010er-Jahre die Spannungen zwischen diesen beiden Verbänden de facto in einem Ende der Zusammenarbeit gegipfelt hatten, stand die ACBS eher auf der Seite der IBSF. Die (auch personell) engen Verbindungen zwischen beiden Verbänden blieben auch darüber hinaus bestehen. Im Gegenzug lehnt die WPBSA seit 2017/2018 Nominierungen der IBSF und der ACBS für Startberechtigungen für die Profitour ab. Einzelne Nationalverbände, die gleichzeitig Mitglieder in IBSF und ACBS, schlossen sich der von der WPBSA initiierten World Snooker Federation an, auch der langjährige ACBS-Vorsitzende Sindhu Pulsirivong drückte seine Unterstützung für die WSF aus. Die ACBS ist dagegen offenbar kein Mitglied der WSF. Darüber hinaus kooperierte die ACBS ab Mitte der 1990er-Jahre mit dem Management-Unternehmen 110sport von Ian Doyle.
Zeitweise gehörten neben den klassischen asiatischen Ländern auch Australien und Neuseeland zur ACBS. Beide traten aber mit der Gründung der Oceania Billiards & Snooker Federation 1995 aus. Anfang der 2000er hatte die ACBS ihr Hauptquartier in Dhaka in Bangladesch, heute hat die Organisation in Doha ihren Hauptsitz. Katar wird mitunter in Hinblick auf die heutigen Geschicke der ACBS als dominierendes Land bezeichnet.
Die ACBS wird vom Olympic Council of Asia als asiatischer Kontinentalverband anerkannt. 2022 nahm die World Pool-Billiard Association die ACBS als neuen Mitgliedsverband auf; die ACBS ersetzte damit in der professionellen Verbandsstruktur des Poolbillards die zuvor aufgelöste Asian Pocket Billiard Union (APBU). Die ACBS bezeichnete sich anschließend „offiziell“ als asiatischer Kontinentalverband für Poolbillard.
Bisherige Präsidenten
- 1984–1988:  Maurice Kerr[9]
- 1988–1990:  Frouse Saheed &  Opas Lertpruk[9]
- 1990–1992:  P. N. Roy[9]
- 1992–1994:  Sindhu Pulsirivong[9]
- 1994–2000:  Ali Asghar Valika[9]
- 2000–?000:  Sindhu Pulsirivong[9] (mindestens bis 2012)[12]
- 2014–2017:  Mubarak Al Khayarin[13][7]
- seit 2017:00 Mohamed Salem Al-Nuaimi[14][3]

## Aufgaben
Die ACBS hat sich das Ziel gesetzt, English Billiards und Snooker in Asien zu fördern. Konkret will man organisatorisch und strukturell im asiatischen Billardsport gleiche Voraussetzungen schaffen, sowie die asiatischen Länder auf weltweiter Bühne repräsentieren. Die praktische Förderung besteht zum Beispiel in der Bereitstellung von Trainern. Die ACBS möchte eine größere Repräsentanz für den Billardsport in Asien entstehen lassen. So sind zum Beispiel Snooker und English Billiards mittlerweile fester Bestandteil der Asienspiele, der Südostasienspiele und der Asian Indoor & Martial Arts Games. Nach eigener Darstellung hat die ACBS dabei eine wichtige Rolle gespielt.
Zugleich richtet die ACBS verschiedene eigene Turniere aus:
- die Snooker-Asienmeisterschaft der Herren
- die U21-Snooker-Asienmeisterschaft
- die English-Billiards-Asienmeisterschaft
- eine Frauen-Asienmeisterschaft im Snooker
- die 6-Red-Snooker-Asienmeisterschaft
- die Team-Snooker-Asienmeisterschaft

Auch die 6-Red World Championship, mittlerweile ein professionelles Turnier der World Snooker Tour, geht historisch auf ein ACBS-Turnier zurück. Die allererste Ausgabe, das 6-Red Snooker International 2008, wurde von der ACBS veranstaltet. Darüber hinaus ist die ACBS Mitglied in der International Billiards & Snooker Federation. Indirekt ist man so auch in der World Confederation of Billiard Sports vertreten. Historisch gesehen veranstaltete die ACBS neben einigen Qualifikationsevents für professionelle Turniere auch die sogenannte Asian Tour. Diese Serie von Snooker-Amateurturnieren fungierte in den frühen 2000er-Jahren einige Zeit als Qualifikationsmöglichkeit für die Profitour.

## Vorstand
Die Angaben beziehen sich auf den Eintrag auf der Website der ACBS (Stand: 2022).
- Präsident:  Mohamed Salem Al-Nuaimi
- höhergestellter Vize-Präsident:  Alamgir A. Shaikh
- Generalsekretär:  Michael Al-Khoury
- Schatzmeister:  Joseph Lo
- Vize-Präsident für Ostasien:  Nam Sam Hyun
- Vize-Präsident für Südostasien:  Melvin Chia
- Vize-Präsident für Südasien:  Suresh Hashim
- Vize-Präsident für Westasien:  Hashem Eskandari Rad

Ehrenmitglieder
- Ehrenpräsident auf Lebenszeit:  Ali Asghar Valika
- Ehrenpräsident auf Lebenszeit:  Sindhu Pulsirivong
- Ehren-Vize-Präsident:  P. V. K Mohan

## Mitglieder
Stand 2022 hatte die ACBS 37 Mitgliedsländer:
- Afghanistan
- Bahrain
- Bangladesch
- Brunei
- Hongkong
- Indien
- Indonesien
- Iran
- Irak
- Japan
- Jemen
- Jordanien
- Kasachstan
- Katar
- Kirgisistan
- Kuwait
- Libanon
- Macau
- Malaysia
- Malediven
- Mongolei
- Myanmar
- Nepal
- Pakistan
- Palästina
- Philippinen
- Saudi-Arabien
- Singapur
- Sri Lanka
- Syrien
- Südkorea
- Taiwan
- Thailand
- Turkmenistan
- Vereinigte Arabische Emirate
- Vietnam
- Volksrepublik China